# Saguiaran
Saguiaran ist eine philippinische Stadtgemeinde in der Provinz Lanao del Sur. Sie hat 24.619 Einwohner (Zensus 1. August 2015).

## Baranggays
Saguiaran ist administrativ in 30 Baranggays unterteilt:
| - Alinun - Bagoaingud - Batangan - Cadayon - Cadingilan - Lumbac Toros - Comonal - Dilausan - Gadongan - Linao - Limogao - Lumbayanague - Basak Maito - Maliwanag - Mapantao | - Mipaga - Natangcopan - Pagalamatan - Pamacotan - Panggao - Pantao Raya - Pantaon - Patpangkat - Pawak - Dilimbayan - Pindolonan - Poblacion - Salocad - Sungcod - Bubong |